# بارا دو بوگرس
بارا دو بوگرس (به پرتغالی: Barra do Bugres) یک منطقهٔ مسکونی در برزیل است که در ماتو گروسو واقع شده‌است. بارا دو بوگرس ۷٬۲۲۸٫۹۰۲ کیلومتر مربع مساحت و ۳۵٬۳۰۷ نفر جمعیت دارد.